# Adiantum amblyopteridium
Adiantum amblyopteridium är en kantbräkenväxtart som beskrevs av John T. Mickel och Joseph M. Beitel.
Adiantum amblyopteridium ingår i släktet Adiantum och familjen Pteridaceae. Inga underarter finns listade i Catalogue of Life.